# Connarus
Connarus är ett släkte av tvåhjärtbladiga växter. Connarus ingår i familjen Connaraceae.

## Dottertaxa tillConnarus, i alfabetisk ordning[1]
- Connarus africanus
- Connarus agamae
- Connarus andamanicus
- Connarus annamensis
- Connarus beyrichii
- Connarus blanchetii
- Connarus brachybotryosus
- Connarus bracteoso-villosus
- Connarus celatus
- Connarus championii
- Connarus cochinchinensis
- Connarus conchocarpus
- Connarus congolanus
- Connarus cordatus
- Connarus coriaceus
- Connarus costaricensis
- Connarus culionensis
- Connarus cuneifolius
- Connarus detersoides
- Connarus detersus
- Connarus ecuadorensis
- Connarus elsae
- Connarus erianthus
- Connarus euphlebius
- Connarus fasciculatus
- Connarus favosus
- Connarus ferrugineus
- Connarus gabonensis
- Connarus grandifolius
- Connarus grandis
- Connarus griffonianus
- Connarus guggenheimii
- Connarus impressinervis
- Connarus incomptus
- Connarus jaramilloi
- Connarus kingii
- Connarus lambertii
- Connarus lamii
- Connarus latifolius
- Connarus lentiginosus
- Connarus longipetalus
- Connarus longistipitatus
- Connarus lucens
- Connarus marginatus
- Connarus marlenei
- Connarus martii
- Connarus megacarpus
- Connarus monocarpus
- Connarus nervatus
- Connarus nicobaricus
- Connarus nodosus
- Connarus oblongus
- Connarus odoratus
- Connarus ovatifolius
- Connarus pachyphyllus
- Connarus panamensis
- Connarus paniculatus
- Connarus parameswaranii
- Connarus patrisii
- Connarus peekelii
- Connarus perrottetii
- Connarus perturbatus
- Connarus pickeringii
- Connarus planchonianus
- Connarus poilanei
- Connarus popenoei
- Connarus portosegurensis
- Connarus punctatus
- Connarus regnellii
- Connarus renteriae
- Connarus reticulatus
- Connarus rigidus
- Connarus rostratus
- Connarus ruber
- Connarus salomoniensis
- Connarus schultesii
- Connarus sclerocarpus
- Connarus semidecandrus
- Connarus silvanensis
- Connarus smeathmannii
- Connarus staudtii
- Connarus stenophyllus
- Connarus steyermarkii
- Connarus suberosus
- Connarus subfoveolatus
- Connarus subinaequifolius
- Connarus subpeltatus
- Connarus thonningii
- Connarus touranensis
- Connarus turczaninowii
- Connarus venezuelanus
- Connarus whitfordii
- Connarus wightii
- Connarus williamsii
- Connarus villosus
- Connarus winkleri
- Connarus vulcanicus
- Connarus wurdackii
- Connarus xylocarpus
- Connarus yunnanensis